# SS Morro Castle
El SS Morro Castle fue un lujoso transatlántico de la década de 1930 construido para la naviera Ward Line para recorridos entre Nueva York y La Habana. 
En la mañana del 8 de septiembre de 1934, en travesía de La Habana a Nueva York, la nave se incendió, causando la muerte de 137 pasajeros y miembros de la tripulación. El barco finalmente encalló cerca de Asbury Park, Nueva Jersey, y permaneció allí durante varios meses, hasta que fue remolcado fuera y desechado.
El devastador incendio a bordo del SS Morro Castle fue un catalizador para mejorar el sistema de seguridad contra incendios en los barcos. Hoy en día, el uso de materiales ignífugos, puertas de cierre automático y alarmas contra incendio, y una mayor atención a los simulacros de incendio y procedimientos, son un resultado directamente del desastre del Morro Castle.

## Construcción del SSMorro Castle
El 22 de mayo de 1928, el Congreso de Estados Unidos aprobó la Ley de la Marina Mercante de 1928, la creación de un fondo de construcción de 250 millones de dólares a ser objeto de préstamo a las compañías navieras de los Estados Unidos para sustituir buques antiguos y obsoletos por nuevos. Cada uno de estos préstamos, que podrían cubrir hasta el 75% del coste de la nave, sería pagado en un plazo mayor de 20 años a bajas tasas de interés. Una compañía que rápidamente hizo uso de esta oportunidad fue la Ward Line, que había estado llevando y trayendo pasajeros, carga y correo hacia y desde Cuba desde mediados del siglo XIX. Varios arquitectos navales fueron contratados por la naviera para diseñar un par de buques mixtos de pasajeros y carga que serían bautizados con los nombres SS Morro Castle, en homenaje al castillo y faro que preside la entrada de la Bahía de La Habana y SS Oriente, en alusión a la antigua provincia de Oriente en Cuba.
En el dique seco de la Newport News Shipbuilding & Drydock Co., comenzaron los trabajos del SS Morro Castle en enero de 1929. En marzo de 1930 el Morro Castle fue bautizado, y en mayo su buque gemelo Oriente. Cada barco tenía 508 pies (155 metros) de largo, y pesaba 11.520 toneladas de registro bruto (TRB) con transmisión turbo eléctrica y un par de turbo generadores de General Electric que suministraba la corriente a los motores de propulsión que transmitían el movimiento a dos hélices gemelas. Cada nave tenía una terminación de lujo para dar cabida a 489 pasajeros en primera clase y turista, junto con 240 miembros de la tripulación y oficiales. En una época en la que los buques de pasajeros con popas de crucero eran cada vez más comunes, el Morro Castle y el Oriente se construyeron con contrapopas clásicas.
En su construcción, el Morro Castle estaba equipado con radiogoniometría y señalización submarina. La señalización submarina se estaba volviendo obsoleta como medio de comunicación, por lo que para 1934 se eliminó. Ese mismo año, se instalaron en el buque equipos de ecosondeo y un girocompás. El costo de cada buque se estima en alrededor de 5 millones de dólares de la época.
La línea que se encargó de su explotación fue la Atlantic, Gulf & West Indies SS Lines (1930-1933) y de aquí hasta 1934 la Agwi Navigation Co.

## Cuatro años de éxito
El SS Morro Castle comenzó su viaje inaugural el 23 de agosto de 1930 cumpliendo con las expectativas al completar las 1.100 millas de viaje hacia el sur en menos de 59 horas, y el viaje de vuelta, en sólo 58 horas. Durante los próximos cuatro años, el SS Morro Castle y el SS Oriente fueron los caballos de batalla entre los barcos de lujo; rara vez fuera de servicio y, a pesar del empeoramiento por la Gran Depresión, capaces de mantener una clientela constante. Su éxito se debió en parte a “la prohibición” de la ley seca, ya que estos viajes proporcionaban un medio legal relativamente asequible de disfrutar de una fiesta con bebidas alcohólicas. Sus precios razonables también atrajeron a empresarios cubanos y norteamericanos y parejas mayores, por lo que estos barcos eran un refugio para estas clases acomodadas.

## El desastre golpea al SSMorro Castle
El último viaje del SS Morro Castle comenzó en La Habana el 5 de septiembre de 1934. En la tarde del día 6, cuando la nave avanzaba paralela a la costa sureste de los Estados Unidos, comenzó a encontrarse con una nubosidad creciente y mucho viento. En la mañana del día 7, las nubes se habían espesado y los vientos se habían desplazado a este, el primer indicio del desarrollo de fuertes vientos del noreste que anteceden a las tormentas en la costa oriental de los EE.UU. A lo largo de ese día, los vientos aumentaron y lluvias intermitentes comenzaron, haciendo que muchos se retiraran temprano a sus literas.

### Muerte del capitán
A primera hora de esa tarde, el Capitán Robert Willmott solicitó que le llevaran el servicio de cena a su habitación. Al rato, se quejó de problemas de estómago y, no mucho después de eso, murió de un aparente ataque al corazón. El mando de la nave pasó al Director, William Warms. Durante las horas de la noche, los vientos aumentaron a más de 30 millas por hora pero el SS Morro Castle continuó laboriosamente su avance por la costa este de Norteamérica.

### Incendio

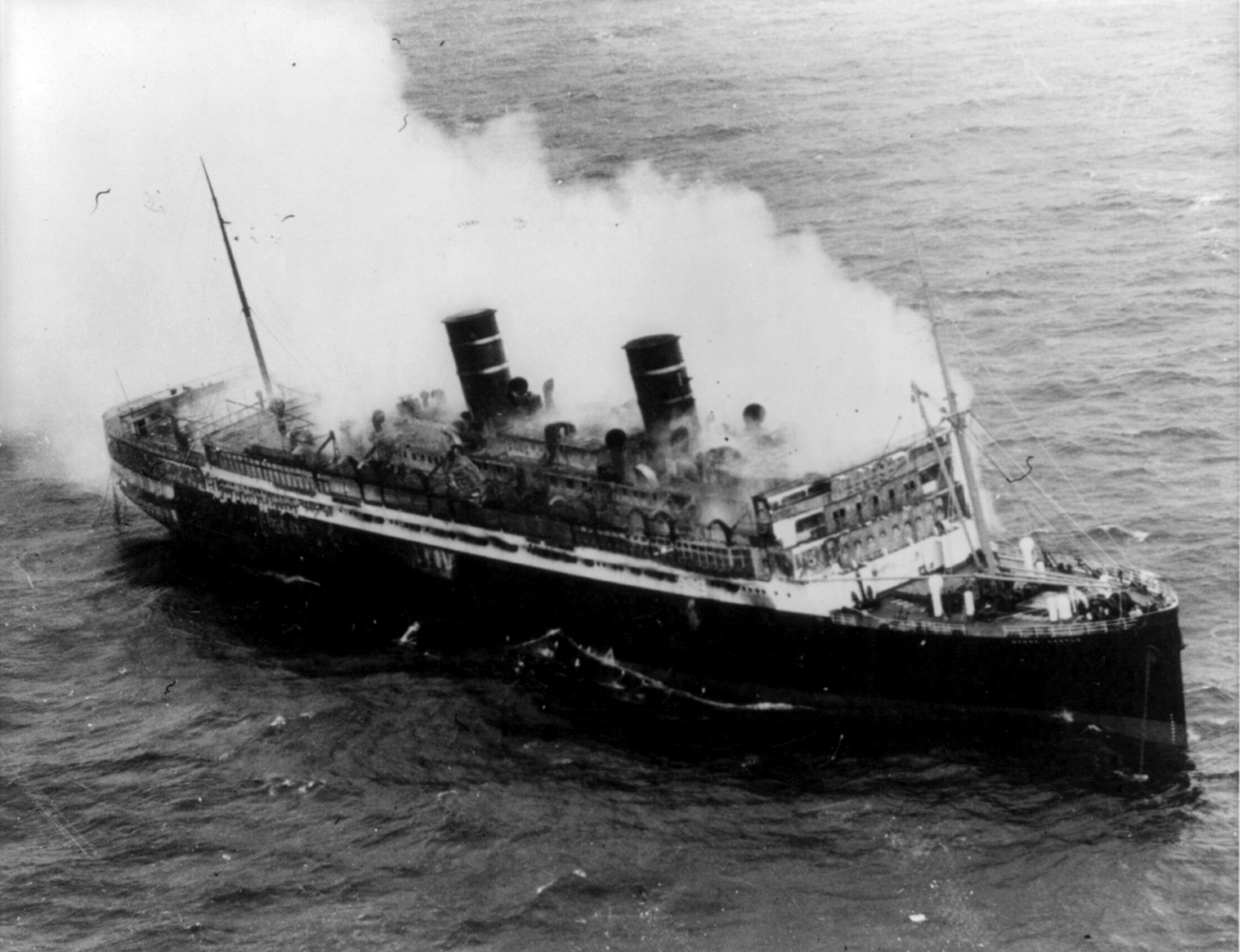
El Morro Castle en llamas el 8 de septiembre de 1934

Alrededor de las 02:50 horas del 8 de septiembre, mientras el barco navegaba a unas ocho millas náuticas de distancia de Long Beach Island, se detectó un incendio en un armario de almacenamiento de la Sala de Escritura. En los siguientes 30 minutos, el SS Morro Castle quedó envuelto en llamas. A medida que el fuego creció en intensidad, el capitán en funciones Warms intentó llevar el barco a la costa, pero la creciente necesidad de lanzar los botes salvavidas y abandonar el barco lo obligó a cambiar esta estrategia.
A los 20 minutos de descubierto el incendio (a eso de 3:10), el fuego quemó los principales cables eléctricos de la nave, quedando el barco en la oscuridad. Como se perdió todo la energía, la radio dejó de funcionar, por lo tanto la tripulación perdió el contacto por radio después de emitir solamente una transmisión S.O.S. Casi al mismo tiempo, el puente de mando perdió la capacidad de dirigir la nave, ya que las líneas hidráulicas se dañaron también por el fuego, incomunicando ambos costados del buque, por lo que los pasajeros tendieron a reunirse en popa mientras que la mayoría de la tripulación, por otro lado, se trasladaba hacia proa. En el barco, nadie podía ver nada. En muchos lugares, las tablas de la cubierta estaban muy calientes al tacto y era difícil respirar a través de la densa humareda. Como las condiciones empeoraban cada vez más, las únicas opciones que le quedaron a muchos pasajeros fueron saltar por la borda o morir quemados o afixiados. Sin embargo, saltar al agua era un problema también. El mar, azotado por fuertes vientos, estaba revuelto y agitado en grandes olas que hacían que fuera extremadamente difícil nadar.
En las cubierta del barco en llamas, la tripulación y los pasajeros mostraron toda una gama de reacciones ante el desastre. Algunos miembros de la tripulación eran increíblemente valientes cuando trataban de combatir el fuego, otros arrojaron sillas y salvavidas por la borda para facilitar a las personas en el agua que flotaran. Sólo seis de los 12 botes salvavidas del barco se pusieron en marcha. Aunque la capacidad combinada de estos botes era de 408 puestos, sólo llevaban 85 personas, la mayoría de ellos miembros de la tripulación. Muchos pasajeros murieron por falta de conocimiento de cómo usar los chalecos salvavidas. Al caer al agua, muchos salvavidas golpearon a personas dejándolas inconscientes, lo que posteriormente las llevó a la muerte por ahogamiento o les rompieron el cuello, matándolos al instante.

### Esfuerzos de rescate en el mar
Los equipos de rescate tardaron en reaccionar. El primer barco de rescate que llegó a la escena fue el SS Andrea F. Luckenbach. Otros dos barcos —el SS Monarch of Bermuda y el SS City of Savannah— tardaron en tomar medidas después de recibir el S.O.S. El cuarto barco en participar en las operaciones de rescate fue el SS President Cleveland, que lanzó una lancha a motor que hacía un circuito superficial alrededor del SS Morro Castle y, al no ver a nadie en el agua a lo largo de su ruta, recogió su bote y salió de la escena. Los buques de la Guardia Costera Tampa y Cahoone se posicionaron demasiado lejos como para ver a las víctimas en el agua y prestaron poca ayuda. La estación aérea de la Guardia Costera en Cape May, Nueva Jersey no pudo enviar sus hidroaviones hasta que las estaciones locales de radio comenzaron a reportar que los cadáveres estaban tocando tierra en las playas entre Point Pleasant Beach y Spring Lake, en Nueva Jersey.
Con el tiempo, pequeñas embarcaciones adicionales llegaron a la escena. El mar de fondo presentaba un problema importante, por lo que era muy difícil ver a la gente en el agua. Un avión pilotado por Harry Moore, gobernador de Nueva Jersey y comandante de la New Jersey Air National Guard, ayudó a los barcos a encontrar sobrevivientes y fallecidos.

### Intentos de recuperación en tierra

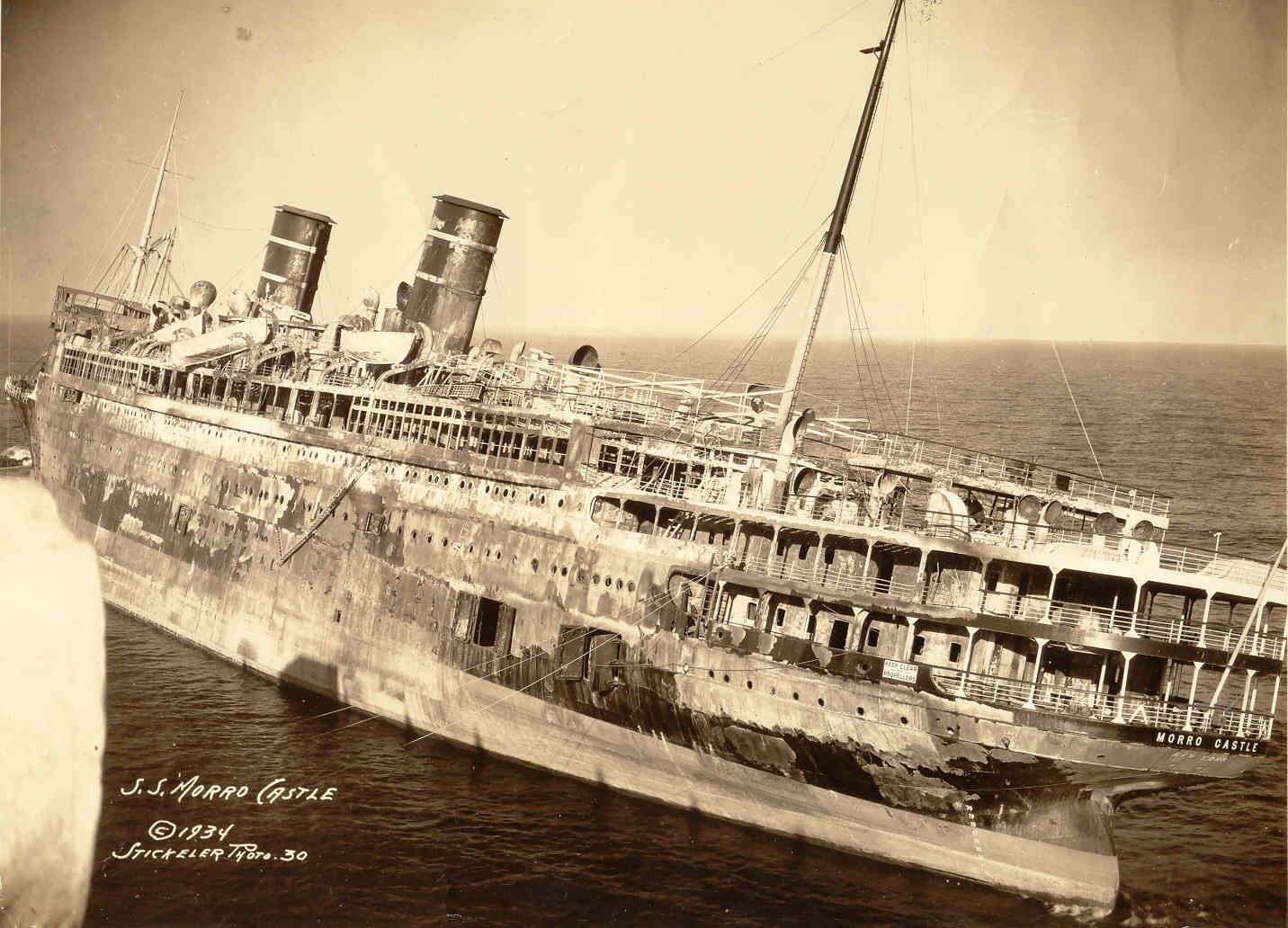
El Morro Castle una vez extinguido el fuego, noviembre de 1934

Como las llamadas telefónicas y las estaciones de radio difundieron la noticia del desastre a lo largo de la costa de Nueva Jersey, los ciudadanos locales se reunieron en la costa para cuidar a los heridos, recuperar a los muertos, y tratar de unir a las familias que habían sido separadas entre los diferentes botes de rescate que desembarcaron en las playas de Nueva Jersey.
A media mañana, el barco fue totalmente abandonado y su casco quemado flotó hasta tierra, deteniéndose en las aguas poco profundas de Asbury Park, Nueva Jersey, a finales de la tarde, casi en el punto exacto donde el New Era había naufragado en 1854. Los incendios continuaron activos durante los próximos dos días, y al final, 135 personas, entre pasajeros y la tripulación (de un total de 549), se perdieron.
El buque fue declarado pérdida total, y su casco carbonizado fue finalmente remolcado lejos de la costa de Asbury Park el 14 de marzo de 1935. De acuerdo con una versión, más tarde comenzó a inundarse por la popa y se hundió mientras era remolcado hasta el río.
En los meses transcurridos desde entonces, debido a su proximidad al paseo marítimo que convergía en el muelle del Asbury Park Convention Hall, se podía vadear y tocar los restos del naufragio con las manos, con el resultado de que el naufragio fue tratado como un destino para viajes de turismo, donde se vendían recuerdos y postales. Otras versiones afirman que el barco fue remolcado hasta Gravesend el 14 de marzo de 1935, después de servir como una atracción del parque de Asbury, y luego a Baltimore el día 29, donde fue desguazado.

## Factores que contribuyeron al fuego
El diseño de la nave, los materiales utilizados en su construcción, y las prácticas cuestionables de la tripulación fueron los errores que facilitaron que se intensificara el fuego a bordo convirtiéndolo en un infierno rugiente que eventualmente destruyó la nave.

### Materiales de construcción
En lo que se refiere a los materiales utilizados en su construcción, la elegante pero altamente inflamable decoración de paneles de madera enchapada y tela encolada ayudaron a que el fuego se extendiera rápidamente.

### Estructura de la nave y escasez de elementos de seguridad
La estructura de la nave también creó una serie de problemas. Aunque el barco tenía puertas cortafuegos, existía una separación de seis pulgadas entre el techo de madera y el de acero que le proporcionó al fuego una vía inflamable que pasaba por encima de las puertas contraincendios, permitiéndole extenderse.
El barco contaba con sensores eléctricos que podrían detectar incendios en cualquiera de los camarotes de la nave, cuartos de equipo, oficinas, bodegas de carga y sala de máquinas, pero no había tales detectores en los salones de la nave, salón de baile, sala de escritura, biblioteca, salón de té, o comedor. Aunque había 42 bocas de agua a bordo, el sistema había sido diseñado con el supuesto de que no más de seis serían utilizadas simultáneamente en caso de necesidad. Cuando la situación de emergencia a bordo del SS Morro Castle se produjo, la tripulación abrió prácticamente todas las mangueras de emergencia, dejando caer la presión total del agua a niveles inutilizables en todo el buque.
El cañón Lyle, que está diseñado para disparar una boya a otro buque para facilitar la evacuación de pasajeros en caso de emergencia, se almacenaba en el SS Morro Castle en la Sala de escritura, que fue donde se originó el fuego. El cañón Lyle explotó justo antes de las 3 de la madrugada, cuando seguía propagándose el fuego y rompió las ventanas, lo que permitió que los vientos huracanados entraran en el barco y avivaran las llamas. Finalmente, el sistema de alarmas contra incendio en el barco produjeron un "sordo y apenas audible sonido", de acuerdo a los pasajeros.

### Prácticas de la tripulación y deficiencias
Según algunos tripulantes sobrevivientes, pintar el barco había sido una práctica común para mantener su aspecto nuevo y mantener a los tripulantes ocupados. Por desgracia, las gruesas capas de pintura que resultaron de esta práctica hicieron que el barco fuera más inflamable y las tiras de pintura se rompieron durante el incendio, ayudando a propagar las llamas. El almacén donde se originó el incendio contenía mantas que habían sido lavadas en seco con tecnología contemporánea, que utilizaba líquidos inflamables.
Aunque el barco tenía puertas cortafuegos, sus automatismos, diseñados para cerrarlas cuando se llegara a una cierta temperatura, habían sido desconectados. Nadie de la tripulación pensó en operarlas manualmente en el momento del incendio, aunque realmente no hubiera importado, ya que la apertura de seis pulgadas entre los techos de madera y los de acero habría permitido que las llamas se propagaran, aun con las puertas contraincendios cerradas.
Muchas bocas de incendios en la cubierta principal habían sido desactivadas recientemente en respuesta a un incidente alrededor de un mes antes, cuando un pasajero se resbaló en una cubierta mojada por una de estas bocas, con fugas, y demandó a la línea de pasajeros. Aunque las regulaciones requerían que los simulacros de incendio se llevaran a cabo en cada viaje, sólo los miembros de la tripulación participaron. Los pasajeros no estaban obligados a asistir.
Tiempo después de haberse descubierto el fuego, la nave continuó su rumbo y velocidad apuntando directamente contra el viento. Esto sin duda ayudó a avivar el fuego. En un intento de llegar a los pasajeros de algunas suites, los tripulantes rompieron ventanas en varias cubiertas permitiendo que los vientos fuertes entraran en el barco y aceleran la furia del fuego.
Debido a que los radiotelegrafistas no podían obtener una respuesta definitiva del capitán, el SOS no fue ordenado hasta las 3:18 y no se envió hasta 03:23. A los cinco minutos, el intenso calor del fuego comenzó a distorsionar la señal. Poco después, los generadores de emergencia fallaron y las transmisiones cesaron.

## Consecuencias

### Investigación
En las investigaciones que siguieron al desastre, hubo críticas a la respuesta del primer oficial al mando de la nave, la respuesta de la tripulación al fuego y la demora en llamar al servicio técnico.
Las investigaciones concluyeron que no hubo ningún esfuerzo organizado por los oficiales para luchar y controlar el fuego o cerrar las puertas cortafuegos. Adicionalmente, la tripulación no hizo ningún esfuerzo por hacer funcionar sus puntos contra incendios. Más contundente fue la conclusión de que, con algunas notables excepciones, la tripulación no hizo ningún esfuerzo por dirigir a los pasajeros a rutas seguras a la cubierta del barco. Para muchos viajeros, el único curso de acción era bajar por sí mismos al agua o saltar por la borda. Los pocos botes salvavidas que fueron lanzados fueron utilizados principalmente por la tripulación, y no hubo esfuerzos para llevar estos botes hacia la popa del barco para recoger a más personas. El recién ascendido Capitán Warms nunca salió del puente para determinar la extensión del daño y mantener el rumbo de la nave y la máxima velocidad durante una cierta distancia después que se conoció el fuego. Como los sistemas fallaron en toda la nave debido a la pérdida de energía, no se hizo ningún esfuerzo para utilizar el aparato de gobierno de emergencia o iluminación de emergencia.
Warms, el ingeniero jefe Eban Abbott, y Henry Cabaud, vicepresidente Ward Line, fueron finalmente acusados de diversos cargos relacionados con el incidente, incluyendo negligencia dolosa; los tres fueron declarados culpables y enviados a prisión. Sin embargo, un tribunal de apelaciones anuló más tarde la condena contra Warms y Abbott, decidiendo que una buena cantidad del suceso podría atribuirse a la súbita muerte del capitán Willmott, previa a los acontecimientos.
En la investigación que siguió al desastre, el jefe operador de radio George White Rogers se convirtió en un héroe, ya que, al no haber podido conseguir una orden clara desde el puente de mando, envió una llamada de socorro por su propia voluntad en medio de condiciones que amenazaron su vida. Más tarde, sin embargo, la sospecha fue dirigida hacia Rogers cuando fue declarado culpable de intento de asesinato de su colega de la policía con un artefacto incendiario en Bayonne (Nueva Jersey). Además, su víctima, ya paralítico, Vincent "Bud" Doyle, pasó la mayor parte de su vida tratando de probar que Rogers había iniciado el fuego en el SS Morro Castle. En 1954, Rogers fue declarado culpable de asesinar a una pareja vecina por su dinero, y murió tres años y medio más tarde en la cárcel.

### Reclamaciones de responsabilidad
The New York Times informó el final de la investigación el 27 de marzo de 1937, con una orden por el juez federal John C. Knox, fijando el pago por reclamaciones total en 890.000 $, a un promedio de 2.225 $ por víctima. Aproximadamente la mitad de las reclamaciones fueron por muertes. La orden también prohibió nuevas demandas contra la compañía naviera y su filial, la Agwi Steamship Lines, operadores de la embarcación. 

### Causas
Oficialmente, la causa del incendio nunca fue determinada. A mediados de la década de 1980, HBO television sacó al aire una dramatización del fuego en un episodio de la serie Catástrofe, titulado "The Last Voyage of the Morro Castle". En la dramatización protagonizada por John Goodman como el oficial de radio George Rogers, Rogers se culpa de causar el fuego. En 2002, la cadena de televisión A & E realizó un documental sobre el incidente. Tanto la dramatización en HBO como el documental de A & E reavivó las especulaciones de que el incendio fue realmente intencional, cometido por un miembro de la tripulación. Otras teorías incluyen un cortocircuito en el cableado que pasaba a través de la parte trasera del armario, la combustión espontánea de mantas tratadas químicamente en el armario, o un sobrecalentamiento de una chimenea de la nave, situada justo detrás de este.
William McFee, un conocido escritor de relatos marinos que había trabajado como ingeniero en vapores de petróleo, escribió en 1949 que «si se descuidaban los quemadores... las largas tomas que conectaban los hornos con la chimenea se sobrecalentaban peligrosamente», como descubrió en otra ocasión en otro barco, cuya «chimenea brillaba al rojo vivo justo por encima de las tomas». La chimenea del Morro Castle estaba revestida de material inflamable en su paso por los camarotes de pasajeros, y varias personas habían notado humo incluso a medianoche. El barco navegaba a 19 nudos contra un viento de frente de 20 nudos y simplemente se sobrecalentó, según McFee, pero la elevada pérdida de vidas se debió a la incompetente gestión de la emergencia por parte de la tripulación.
Renée Méndez Capote, escritora cubana que se encontraba a bordo del Morro Castle cuando ocurrió la tragedia, quedó atrapada en su camarote mientras el barco se incendiaba, pero fue rescatada por la tripulación. Debido a su corpulencia, tuvieron que sacarla por una escotilla. La azafata estadounidense Carol Prior le entregó a Capote su flotador, salvándole así la vida. A su llegada a Nueva York, fue entrevistada por la prensa estadounidense. Por su simpatía hacia el partido comunista cubano, Capote fue acusada de ser una "agitadora comunista" responsable de la destrucción del barco. Capote declaró posteriormente: "Ese incendio es, sin duda, el peor recuerdo que tengo".

### Legado
Independientemente de la causa, el fuego a bordo del SS Morro Castle sirvió para mejorar la seguridad contra incendios para los buques futuros. El uso de materiales retardantes de fuego, puertas automáticas de incendios, alarmas contra incendios en todo el barco, la necesidad de generadores de emergencia, entrenamiento obligatorio de la tripulación en los procedimientos de extinción de incendios, y una mayor atención a los ejercicios y procedimientos de fuego, fue resultado directo del desastre del Morro Castle.
Debido a la gran pérdida de vidas humanas de la catástrofe causada, muchas reformas en la concesión de licencias de oficiales de la marina mercante se produjeron, como la creación de la Academia de Marina Mercante de Estados Unidos.

### Funeral
Algunas víctimas del incendio están enterrados en el cementerio de Mount Prospect en Neptune, Nueva Jersey, a lo largo de la costa.

### Indicativo de radio
El indicativo de radio del Morro Castle, KGOV, aún se registra para el buque siniestrado por la Comisión Federal de Comunicaciones más de 70 años después de su destino final y, por lo tanto, no está disponible para su uso para las estaciones de radiodifusión.

### Memorial
El 8 de septiembre de 2009, se descubrió el primer y único monumento en memoria de las víctimas, los rescatistas y sobrevivientes del desastre del Morro Castle. Se erigió en el lado sur de la Sala de Convenciones en Asbury Park, muy cerca del lugar donde encalló finalmente el casco incendiado de la nave. El día marcó el 75 º aniversario de la catástrofe. La campana del buque se encuentra preservada en el SUNY Maritime's Fort Schuyler. En septiembre de 2023, el ancla Baldt de cinco toneladas del Morro Castle fue recuperada del agua en Point Pleasant Beach en Nueva Jersey.

## En cine y televisión
A pesar de la tragedia y el misterio del desastre del SS Morro Castle, no se ha hecho ninguna película para su distribución en salas ni para la TV, con excepción de la dramatización mencionada HBO y el documental de A & E. Poco después de ser contratado por la Metro-Goldwyn-Mayer tras emigrar de Alemania a los Estados Unidos en 1934, Fritz Lang colaboró con el guionista de Hollywood Oliver HP Garrett en un guion sobre el desastre titulado Infierno a flote, pero nunca se rodó. Sin embargo, ha habido referencias al desastre:
- Movietone News Reel: https://www.youtube.com/watch?v=dI0wWSEe3t0
- Un incendio a bordo de un barco que hace la ruta Nueva York-Cuba, una clara alusión al Morro Castle, se muestra en la película Exclusive Story (1936).
- Al final de la película Dante's Inferno (1935), dirigida por Spencer Tracy, un crucero de juegos de azar (similar al Morro Castle) está completamente en llamas.
- En la película Boy Meets Girl (1938), James Cagney (al dictarle una carta a Pat O'Brien sobre lo que se supone que una tercera persona le dice a su esposa desaparecida) dice: "I did not go down on the Morro Castle!"
- En los primeros momentos de la película, Doomed to Die (1940, uno de los seis estrenos de Monogram protagonizados por el ficticio Sr. Wong), se muestran imágenes del Morro Castle en llamas, aunque para la trama de la película se le conoce como Wentworth Castle.
- También se hace una mención explícita en la película detectivesca The Man Who Wouldn't Die (1942): se supone que un sospechoso murió en este barco, pero sobrevivió, sin que otro lo supiera.
- La película Minstrel Man (1944) presenta el incendio y hundimiento del Morro Castle.
- En la película The World Was His Jury (1958), Edmond O'Brien interpreta a un abogado que defiende al primer oficial de un barco en un juicio por negligencia después de que el transatlántico que comandaba (tras la repentina muerte del capitán original durante el viaje) se incendiara por completo frente a Nueva York/Nueva Jersey, causando la muerte de numerosos pasajeros. La mayoría de los puntos del caso son muy similares a los del Morro Castle.
- Imágenes del noticiero del desastre abren el episodio de televisiónThe Underground Court de Los Intocables, en el que un personaje ficticio parece ser un superviviente de la tragedia.
- El hundimiento se presentó en un episodio de Mysteries at the Museum (2013).
- El documental The Cruise From Hell: The Burning of Morro Castl recrea los sucesos del desastre, explicando los sucesos previos al mismo, el incendio posterior, las consecuencias y la recuperación.

## En la literatura
También se hace referencia al barco la novela Murphy de Samuel Beckett, publicada en 1938. 

## En música
El trío musical cubano “Trío Matamoros” dedica a tal desastre marítimo una canción donde relata lo sucedido.